# 暗色下口鯰
暗色下口鯰（学名：Hypostomus niger），為輻鰭魚綱鯰形目甲鯰科的其中一種，為亞熱帶淡水魚，分布於南美洲巴西東南部淡水流域，體長可達24.5公分，棲息在底層水域，生活習性不明。
其种加词“niger”意为“黑色的”。